# Bitwa pod Brienne-le-Château
Bitwa pod Brienne-le-Château – starcie zbrojne, które miało miejsce 29 stycznia 1814 podczas wojen napoleońskich.
Napoleon 25 stycznia wyruszył z Vitry, by dokonać próby powstrzymania marszu sprzymierzonych w głąb Francji. Z Saint-Dizier w kierunku Arcis-sur-Aube maszerowała armia prusko-rosyjska (40 000 żołnierzy) dowodzona przez Blüchera, której zamiarem było zniszczenie stojących tam dywizji Gerarda i Mortiera. Gdy Blücher dowiedział się o marszu Napoleona wstrzymał przeprawę przez rzekę Aube i zajął pozycje w pobliżu Brienne-le-Château. Napoleon 27 stycznia mając jedynie 15 000 żołnierzy zaatakował Prusaków i Rosjan i pokonał po zaciętej walce. Pobity Blücher wycofał się do La Rothière.